# トロムソ橋
トロムソ橋（トロムソきょう、ノルウェー語: Tromsøbrua, 英: Tromsø Bridge）は、ノルウェーにある橋である。トロムセ橋、トロムセー橋とも表記される。

## 概要

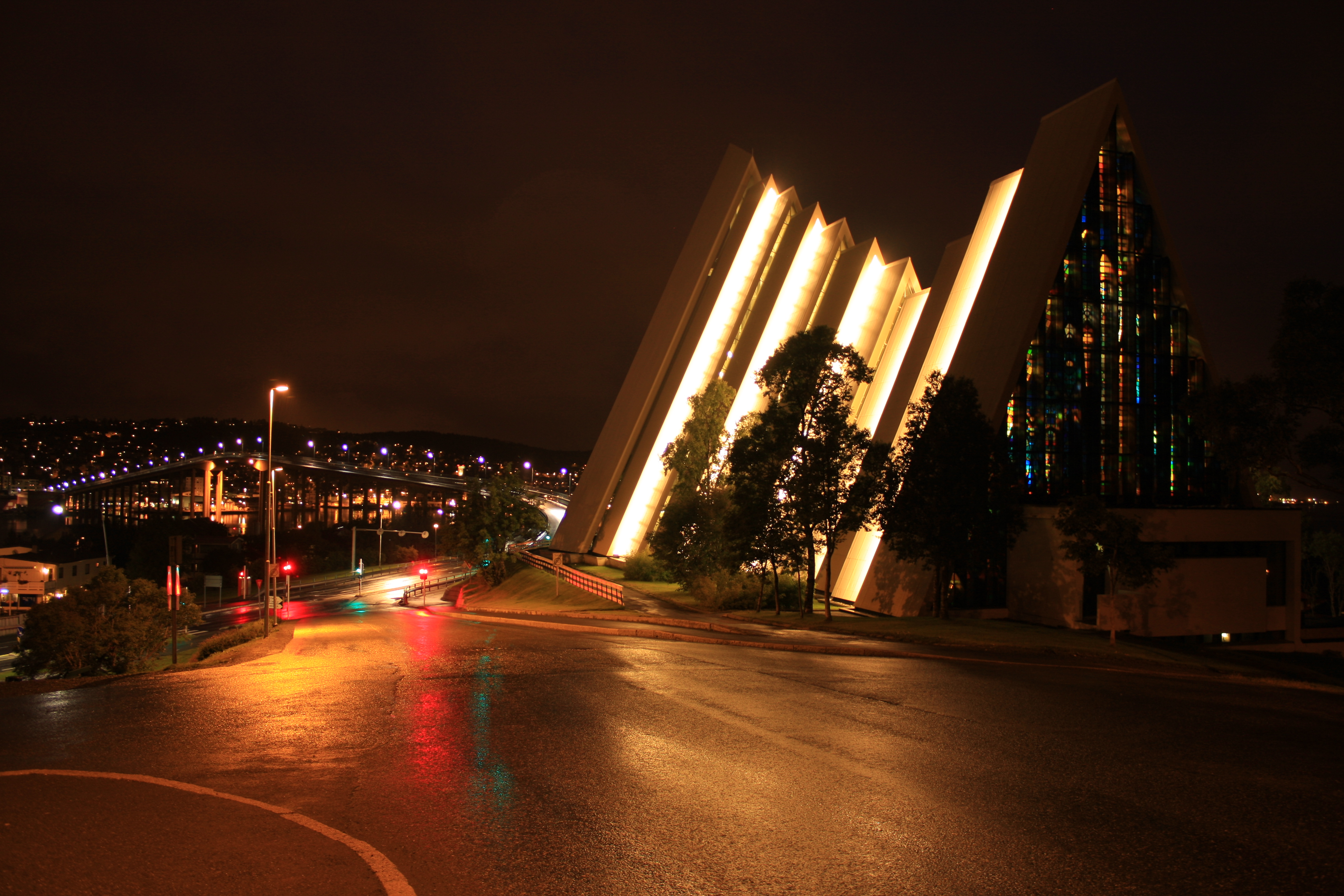
北極教会とトロムソ橋

トロムス県・トロムソに位置し、トロムソ島 (en:Tromsøya) とノルウェー本土のトロムソダーレン (en:Tromsdalen) とを接続している。橋は、県道 862 号 (en:Norwegian County Road 862) の一部である。トロムソ湾 (en:Tromsøysundet) の最も狭い部分に架橋されている。橋ができる前は、フェリーが運航されていた。
鉄筋コンクリート構造であり、形式は箱桁橋である。車道および歩道・自転車道が設けられている。全長は 1,036 メートルであり、幅員は 8.3 メートルである。最大支間長は 80 メートルであり、支間数は 58 である。桁下高は 38 メートルである。設計は Erling Viksjø による。

## 由来
1958年に建設工事が開始される。1960年に完成され、同年7月3日に開通された。開通式には、政治家のアイナル・ゲルハルドセン (en:Einar Gerhardsen) が列席している。1963年、ノルウェーコンクリート協会 (no:Norsk Betongforening) とノルウェー建築家協会 (en:Association of Norwegian Architects) よりコンクリート・タブレット (en:Betongtavlen) を授賞される。1981年、橋の両側に、それぞれ 0.6 メートルの歩道が設備される。2008年4月17日、文化遺産法によって保護された。

## 周辺

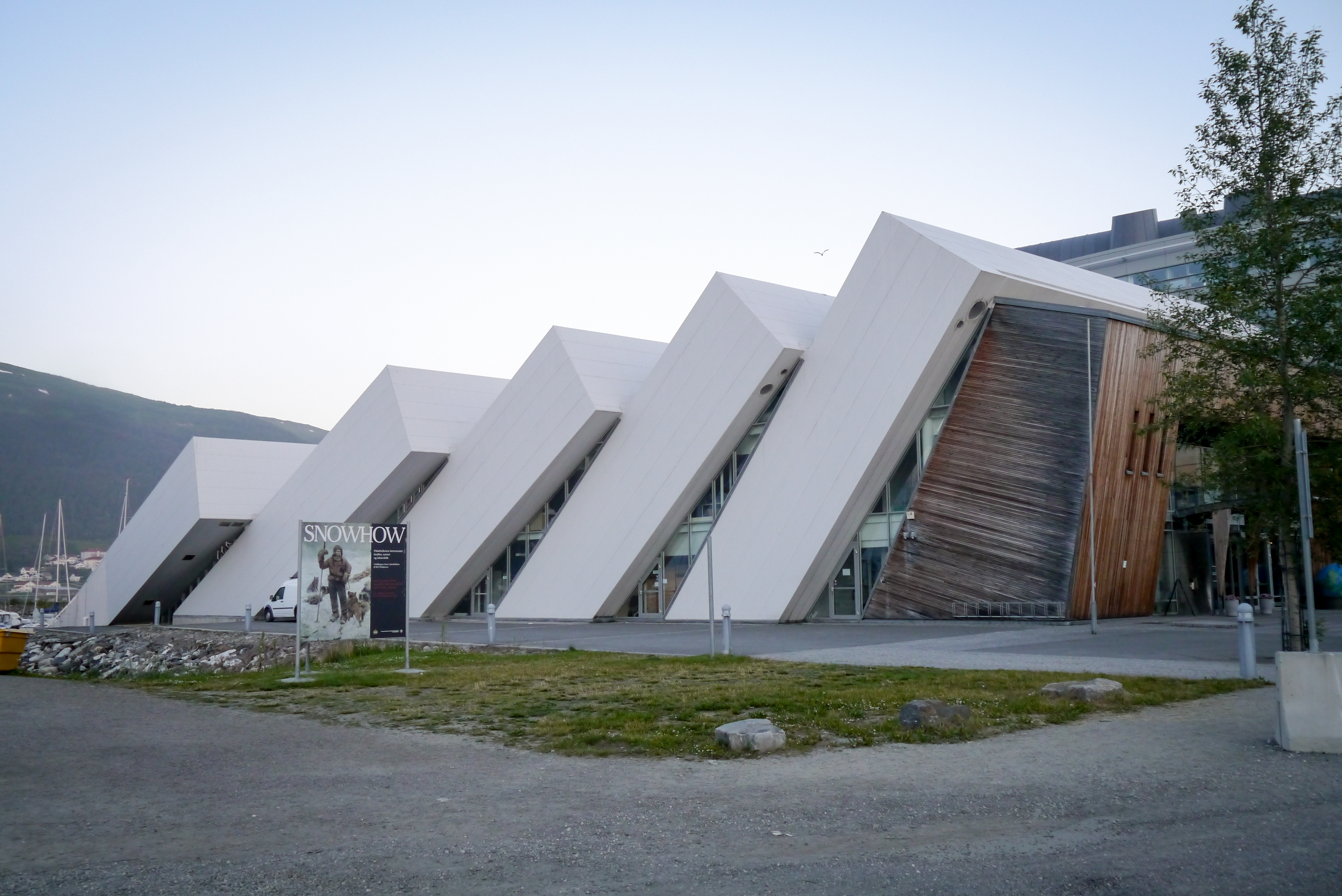
ポーラリア

トロムソダーレン側には、北極教会の他に、ストールシュタイネン (Storsteinen) などがある。トロムソ島側には、北極圏博物館 (no:Polarmuseet) やポーラリア (en:Polaria)、トロムソ博物館 (no:Tromsø Museum) や北ノルウェー美術館 (en:Nordnorsk Kunstmuseum) の他に、北ノルウェー・サイエンスセンター (no:Nordnorsk vitensenter) やトロムソ大聖堂 (en:Tromsø Cathedral) などがある。